# Kim Feel
Kim Feel (nacido el 27 de agosto de 1986) es un músico, cantante y compositor surcoreano. 

## Carrera
Obtuvo el segundo lugar en el programa Superstar K6 en el 2014.

## Discografía

### EP
| Información de álbum                                                                                                  | Lista de pistas |
| --- | --- |
| Feel Free - Fecha de lanzamiento: 11 de junio de 2015 - Sello discográfico: CJ E&M - Formato: CD, descarga digital    | 1. 필요해 (True Love) 2. Stay With Me 3. Lose Control 4. Fly To Your Dream 5. 눈에 적시는 말 (Nothing Without You) 6. Pierrot (광대)                 |
| from Feel - Fecha de lanzamiento: 6 de diciembre del 2016 - Sello discográfico: CJ E&M - Formato:CD, descarga digital | 1. 사랑하나 (Do I Love You) 2. 성북동 (Seongbukdong) 3. Tell me 4. 괴수 (feat. 강이채, 고상지) (Monster (feat. Echae Kang, Go Sang Ji) 5. I feel you |

### Singles
| Año  | Título de álbum                            | Lista de pistas |
| ---- | ------------------------------------------ | --- |
| 2011 | Take#1 - Vol. 1                            | 1. 바보 같이 또 울어요 (Crying Again Like A Fool) (feat. Minos of Eluphant) 2. 바보 같이 또 울어요 (Crying Again Like A Fool) (Inst.) |
| 2012 | 사랑한다면서 (You Said You Love Me)        | 1. Love Love 2. 사랑한다면서 (You Said You Love Me) 3. 사랑한다면서 (You Said You Love Me) (Inst.)                                    |
| 2013 | Beautiful                                  | 1. Beautiful 2. Beautiful (Inst.) |
| 2013 | Sugar Sugar                                | 1. Sugar Sugar (feat. Minos of Eluphant) 2. Sugar Sugar (Inst.)                                                                       |
| 2014 | Bye December                               | 1. Bye December 2. Bye December (Inst.)                                                                                               |
| 2014 | Make U Mine                                | 1. Make U Mine 2. Make U Mine (Inst.)                                                                                                 |
| 2014 | Cry                                        | 1. Cry 2. Cry (Inst.) 3. 변하지 않은 마음 (Unchanged Heart) 4. 변하지 않은 마음 (Unchanged Heart) (Inst.)                             |
| 2015 | Marry Me                                   | 1. Marry Me 2. Marry Me (Inst.) |
| 2016 | 복면가왕 47회 (King of Mask Singer ep. 47) | 1. 기억을 걷는 시간 (Time Walking On Memory) 2. 다시 사랑한다면 (If I Love You Again)                                                 |

#### Singles de Superstar K6
| Año  | Título de álbum                                                              | Pista                                                |
| ---- | ---------------------------------------------------------------------------- | ---------------------------------------------------- |
| 2014 | 슈퍼스타K6 곽진언 김필 임도혁 (SuperstarK 6 Kwak Jineon Kim Feel Lim Dohyuk) | 당신만이 (Only You) (con Kwak Jineon, Lim Dohyuk)    |
| 2014 | 슈퍼스타K6 곽진언 vs 김필 (SuperstarK 6 Kwak Jineon vs Kim Feel)             | 걱정말아요 그대 (Don't Worry Dear) (con Kwak Jineon) |
| 2014 | 슈퍼스타K6 TOP 11 Part 1                                                     | 얼음요새 (Ice Fortress)                              |
| 2014 | 슈퍼스타K6 TOP 11 Parte 2                                                    | 기다림 (Waiting)                                     |
| 2014 | 슈퍼스타K6 TOP 11 Parte 3                                                    | T`ik T`ak                                            |
| 2014 | 슈퍼스타K6 TOP 11 Parte 4                                                    | 바람이 분다 (The Wind Blows)                         |
| 2014 | 슈퍼스타K6 TOP 11 Parte 5                                                    | 여기가 아파 (It Hurts Here)                          |
| 2014 | 슈퍼스타K6 TOP 11 Parte 6                                                    | 붉은 낙타 (Red Camel)                                |
| 2014 | 슈퍼스타K6 TOP 11 Parte 7                                                    | Man In The Mirror                                    |
| 2014 | 슈퍼스타K6 TOP 11 Parte 7                                                    | 사랑하기 때문에 (Because of Love) (con Kwak Jineon)  |
| 2014 | 슈퍼스타K6 결승전 (SuperstarK 6 Ronda Final)                                 | Feel's Song                                          |

#### Canciones Immortal Songs 2
| Año  | Título de álbum - Episodio                                                                                   | Pista                                           |
| ---- | --- | ----------------------------------------------- |
| 2015 | 불후의 명곡 - 전설을 노래하다 주영훈 편 (Immortal Songs Joo Younghoon special)                               | 비의 랍소디 (Rain's Rhapsody)                   |
| 2015 | 불후의 명곡 - 전설을 노래하다 김순곤 편 (Immortal Songs Kim Soongon special)                                 | 서울 이곳은 (Seoul This Place)                  |
| 2015 | 불후의 명곡 - 전설을 노래하다 배호 편 (Immortal Songs Baeho special)                                         | 황금의 눈 (Golden Eyes)                         |
| 2015 | 불후의 명곡 - 전설을 노래하다 백지영 편 (Immortal Songs Baek Jiyoung special)                                | 총 맞은 것처럼 (Like Being Hit By A Bullet)     |
| 2015 | 불후의 명곡 - 전설을 노래하다 지오디 편 (Immortal Songs GOD special)                                         | 길 (Road)                                       |
| 2016 | 불후의 명곡 - 전설을 노래하다 김광석 20주년 편 (Immortal Songs Kim Gwangseok 20th year anniversary special)  | 기다려줘 (Please Wait)                          |
| 2016 | 불후의 명곡 - 전설을 노래하다 이승철과 6인 보컬 특집 편 (Immortal Songs Lee Seungcheol with 6 vocal special) | 안녕이라고 말하지 마 (Please Don't Say Goodbye) |

#### Sencillos
| Año  | Título                                | Álbum                      |
| ---- | ------------------------------------- | -------------------------- |
| 2014 | "처음으로 (New Day)" (con Shin Jisoo) | 처음으로 (New Day)         |
| 2015 | "뭐라고 (Whatever)" (con Kwak Jineon) | 뭐라고 (Whatever)          |
| 2016 | "달팽이 (Snail)" (con Hani de EXID)   | King of Mask Singer ep. 47 |
| 2016 | "안아줘 (Hug Me)" (con Shin Hae-won)  | Duet Song Festival ep. 14  |
| 2016 | "I Need a Girl" (con Shin Hae-won)    | Duet Song Festival ep. 15  |

#### Colaboraciones
| Año  | Título                         | Artista       | Álbum                         |
| ---- | ------------------------------ | ------------- | ----------------------------- |
| 2012 | "은하수를 여행하는 히치하이커" | Eluphant      | Apollo                        |
| 2014 | "지친 하루" (con Kwak Jineon)  | Yoon Jongshin | Monthly Project 2014 December |
| 2015 | "크레이터 (Crater)"            | Eluphant      | Man On The Moon               |
| 2016 | "화분" (con Jo Jungchi)        | Eluphant      | 화분                          |

#### Aparición en Bandas Sonoras
| Año  | Título                            | Serie de televisión                                |
| ---- | --------------------------------- | -------------------------------------------------- |
| 2015 | "멀어진다" (Ghost In Your Mind)   | Punch                                              |
| 2015 | "막핀꽃처럼"                      | 장수사회                                           |
| 2015 | "청춘 (Youth)" (con Kim Changwan) | Reply 1988                                         |
| 2015 | "청춘 (Youth)" Rock ver.          | Reply 1988                                         |
| 2016 | "다시 산다면 (If You Live Again)" | 기억 (Memory)                                      |
| 2016 | "하늘을 걸어 (Walk To The Sky)"   | 동네변호사 조들호 (Neighborhood Lawyer Jo Deul Ho) |
| 2017 | "내일 그대와 (With You)"          | 내일 그대와 (Tomorrow With You)                    |
| 2019 | "Someday, The Boy" (그때 그 아인) | Itaewon Class                                      |
| 2020 | "Hallelujah" (나도 모르는 노래)   | It's Okay to Not Be Okay (사이코지만 괜찮아)       |

## Filmografía

### Apariciones en programas
- 2016: King of Mask Singer:
  - participó como "Tunning! Violin Man" - (ep. 89-90)
  - participó como "A Greasy Butterfly" - (ep. 47)[2]